# Forum des Halles

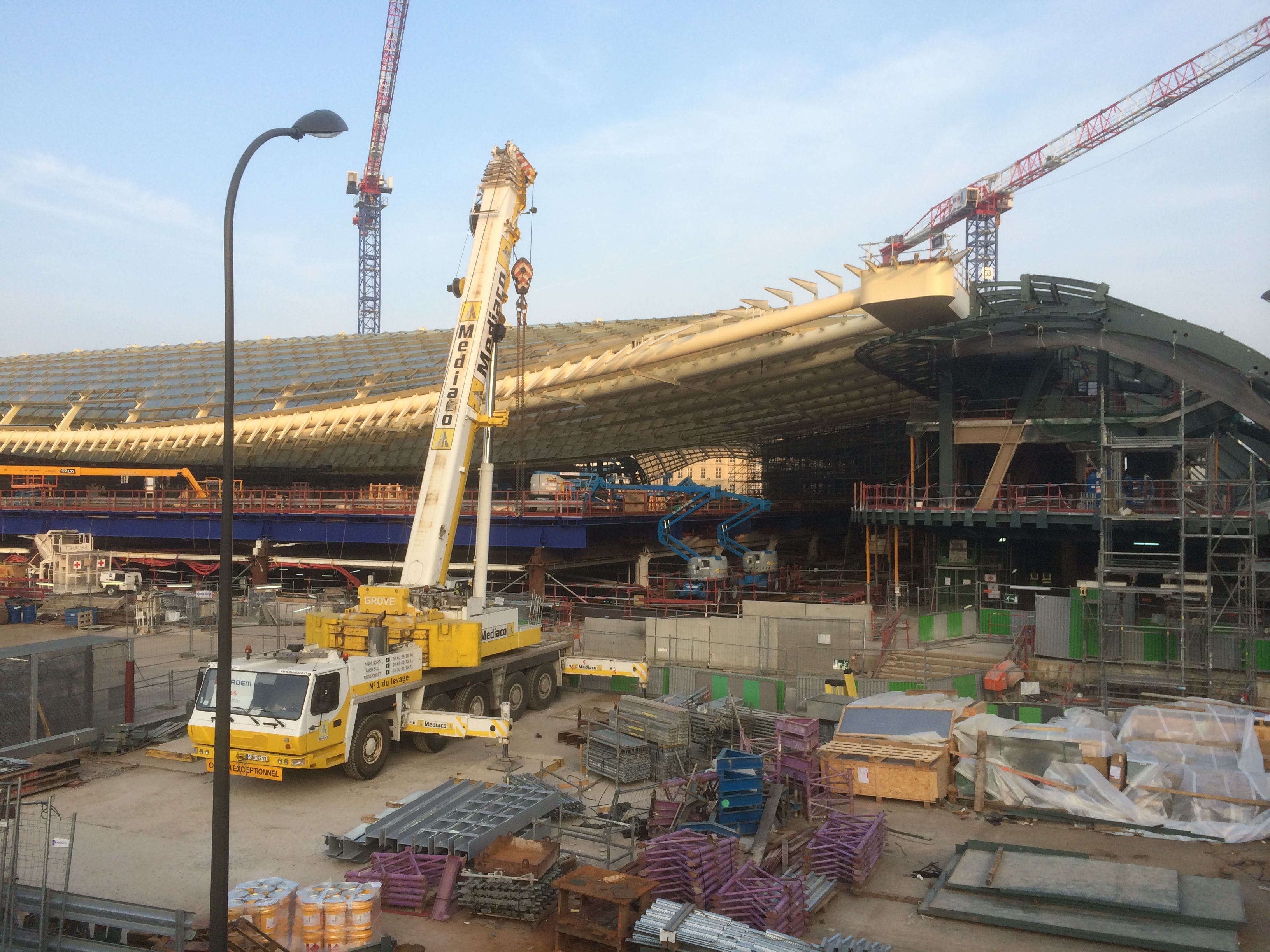
Pohled na rekonstrukci Forum des Halles

Forum des Halles je obchodní centrum v Paříži, které se rozkládá v 1. obvodu na místě bývalé pařížské tržnice. Jeho majitelem je společnost Unibail-Rodamco. Obchodní centrum ze 70. let 20. století bylo po roce 2010 zcela přestavěno.

## Historie
Na místě dnešního obchodního centra se nacházela stará pařížská tržnice (Halles de Paris), která ve 2. polovině 20. století již nevyhovovala moderním požadavkům na hygienu a rovněž zásobování bylo v husté zástavbě v centru města velmi problematické. 14. března 1960 proto ministerský předseda Michel Debré navrhl přesun tržnice z centra Paříže na předměstí Rungis a La Villette. Tím mohla být zahájena rozsáhlá přestavba a revitalizace v této části města. Starou tržnici mělo nahradit nové centrum, které by kromě obchodů nabízelo i kulturu, sport a odpočinek, vše snadno dostupné podzemní veřejnou dopravou. Proto se toto místo stalo ústřední přestupní stanicí vznikající sítě RER.
V létě 1971 byla zahájena demolice starých hal a začala se hloubit jáma pro podzemní stanici RER Châtelet – Les Halles, která se nachází v hloubce více než 20 metrů. V roce 1973 se na staveništi natáčela westernová parodie Nedotýkej se bílé ženy (Touche pas à la femme blanche), kde hlavní role hráli Marcello Mastroianni, Catherine Deneuve a Philippe Noiret.
V roce 1972 byla založena společnost SEMAH s cílem dokončit výstavbu obchodního centra. V roce 1974 prezident Valéry Giscard d'Estaing rozhodl o zrušení projektu na výstavbu mezinárodního obchodního centra a na jeho místě vznikl později park Jardin des Halles. V roce 1977 byla otevřena stanice RER Châtelet – Les Halles a přemístěna stanice metra Les Halles na lince 4 pro lepší přestup. Slavnostní otevření proběhlo 4. září 1979 za přítomnosti pařížského starosty Jacquese Chiraca.
V roce 1985 byla otevřena druhá podzemní část obchodního centra (architekt Paul Chemetov).
V roce 2004 Pařížská rada vyhlásila architektonickou soutěž na celkovou obnovu čtvrti a roku 2007 vyhráli francouzští architekti Patrick Berger a Jacques Anziutti soutěž na projekt Carreau des Halles. Nový projekt zcela přemění vzhled nadzemní části Forum des Halles.

## Architektura
Projekt výstavby realizovali architekti Claude Vasconi a Georges Pencreac'h. Stavba byla limitována prostorem jak do hloubky mezi povrchem a stanicí RER, tak do výšky, která se kvůli okolní zástavbě pohybuje 11–16 m. Forum des Halles mělo čtyři podlaží s prodejní plochou 43.000 m2. Celková plocha činila 70.000 m2 a dalších 50.000 m2 tvořilo parkoviště. Jen menší část centra vystupovala nad povrch. Většina prostoru byla skryta pod zemí a nad ním se nacházel veřejný park Jardin des Halles.
Po revitalizaci bude dominantou stavby zavěšená lávka ze skla a oceli.

## Využití
Forum des Halles je co do návštěvnosti nejvyužívanějším nákupním centrem v Paříži. Je zde 168 obchodů, multikino s 19 promítacími sály nebo plavecký bazén (20×50 m). Některé zdejší prodejny patřily v dané síti k nejvytíženějším na světě, jako např. francouzský obchod s hudebninami Fnac nebo prodejna společnosti H&M.